# جاك دان (لاعب كرة قدم)
جاك دان (بالإنجليزية: Jack Dunn)‏ هو مدرب كرة قدم ولاعب كرة قدم أمريكي في مركز الهجوم، ولد في 12 سبتمبر 1931 في فيلادلفيا في الولايات المتحدة. لعب مع United German Hungarians of Philadelphia and Vicinity ‏.

## وصلات خارجية
- جاك دان (لاعب كرة قدم) على موقع أوليمبيديا (الإنجليزية)